# Trumbash

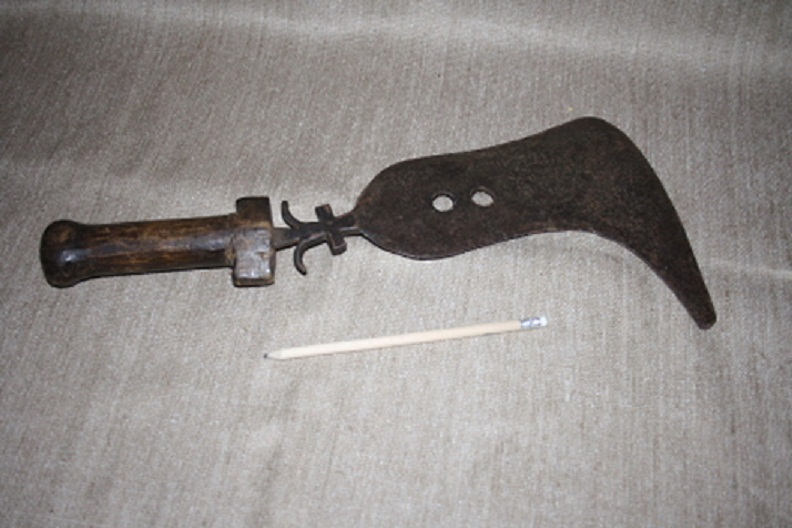
Trumbash mangbetu

Un trombash o trumbash es un cuchillo arrojadizo mangbetu de la República Democrática de Congo.

## Usos
Similar a una hoz, el trumbash se utilizó como arma arrojadiza o como moneda. El mango es normalmente de madera, pero puede ser también de marfil o hueso. Es más o menos decorado, según el rango de su dueño y el uso que se le dé. Su hoja curva está hecha de hierro.

## Galería

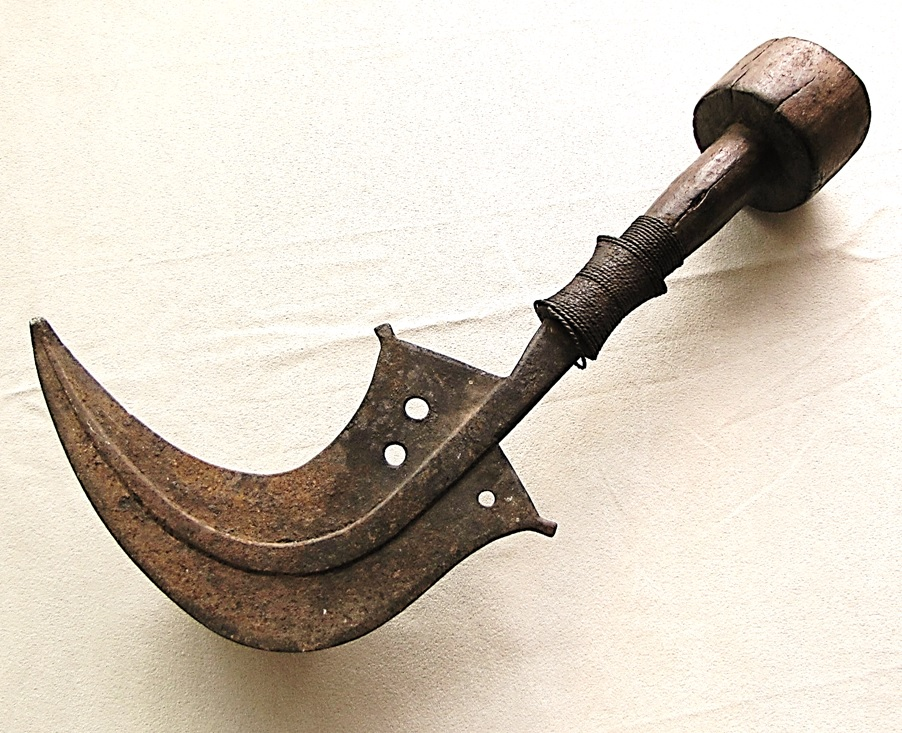
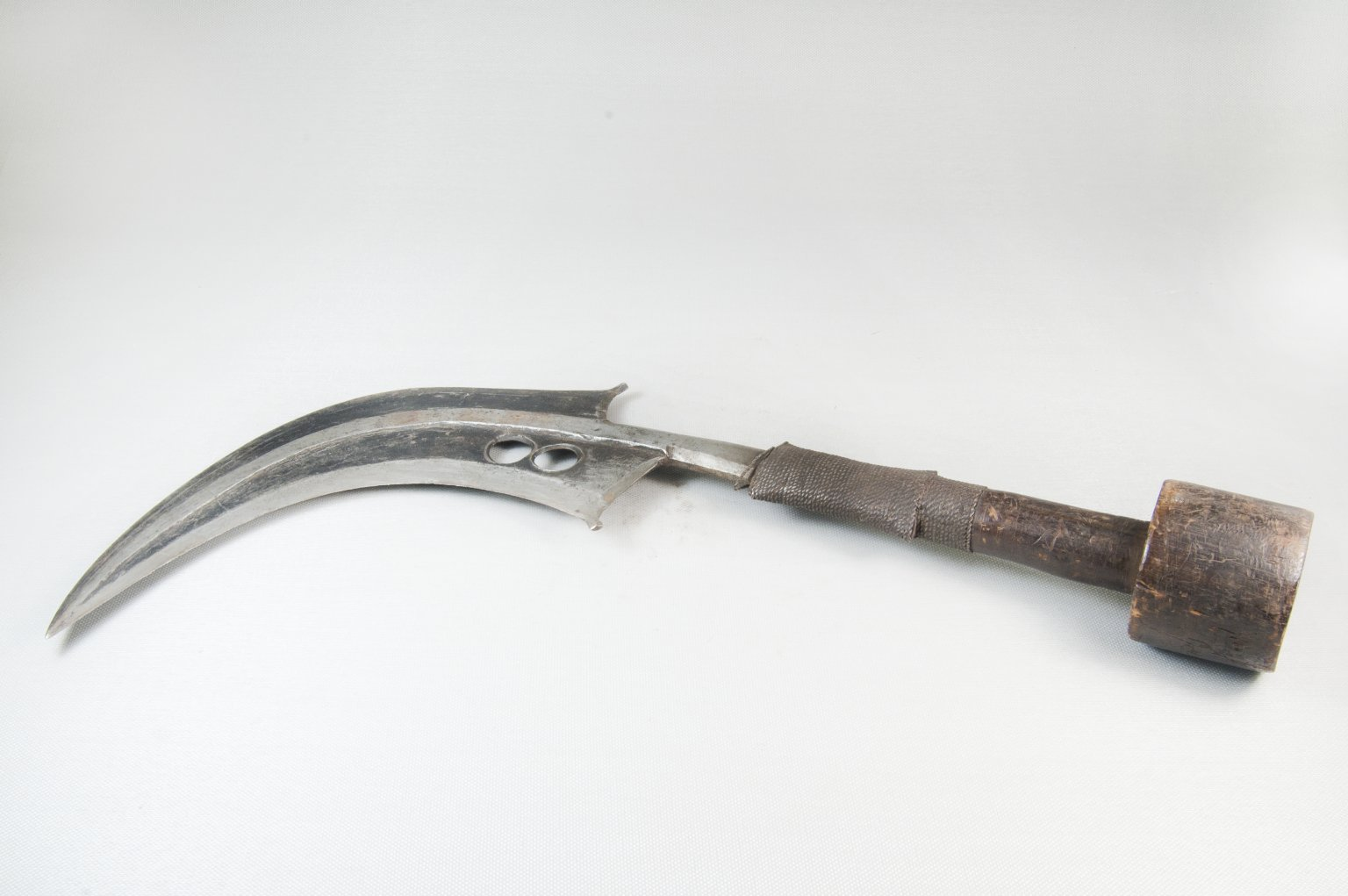
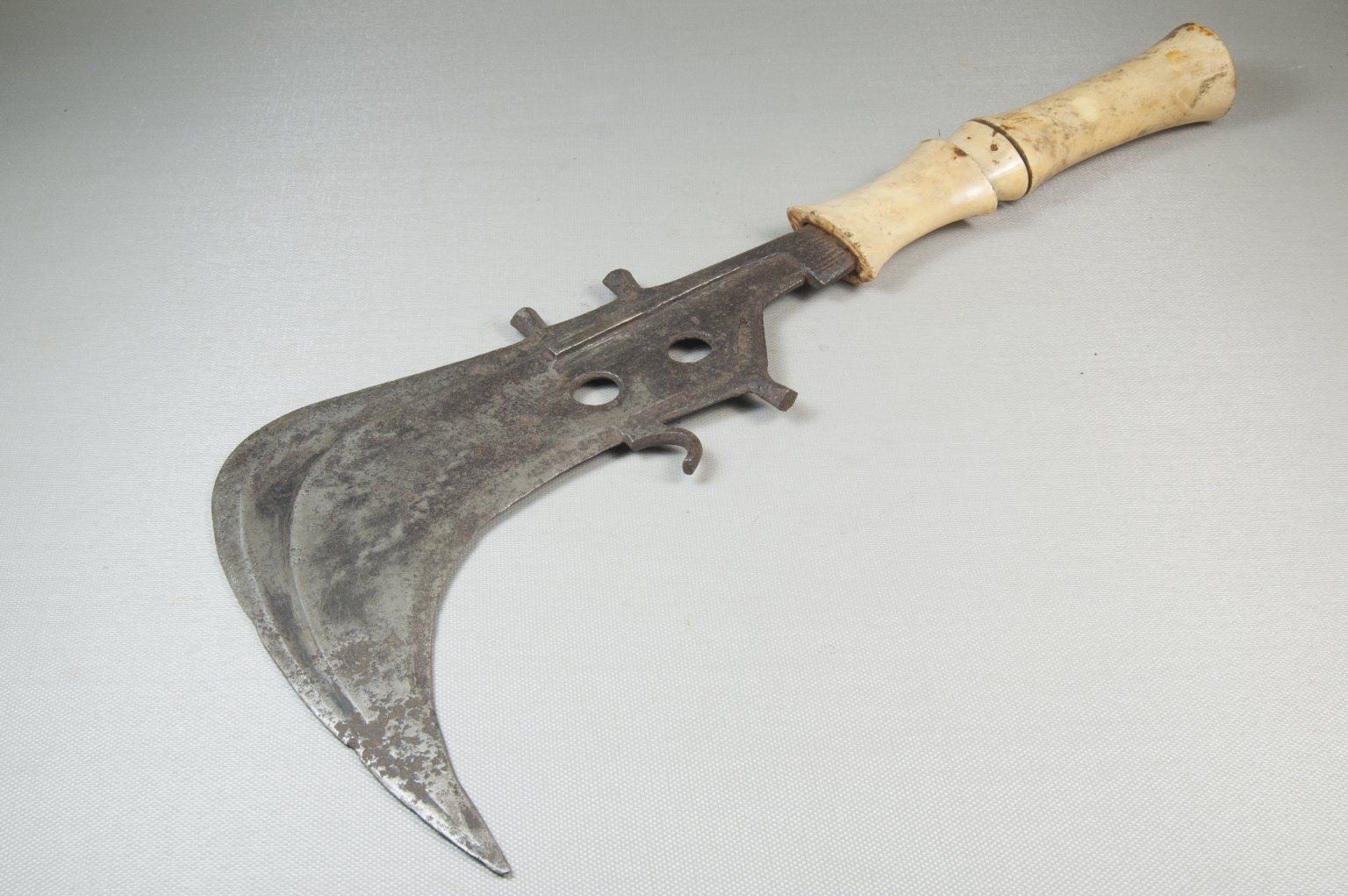
Trombash con empuñadura de marfil.
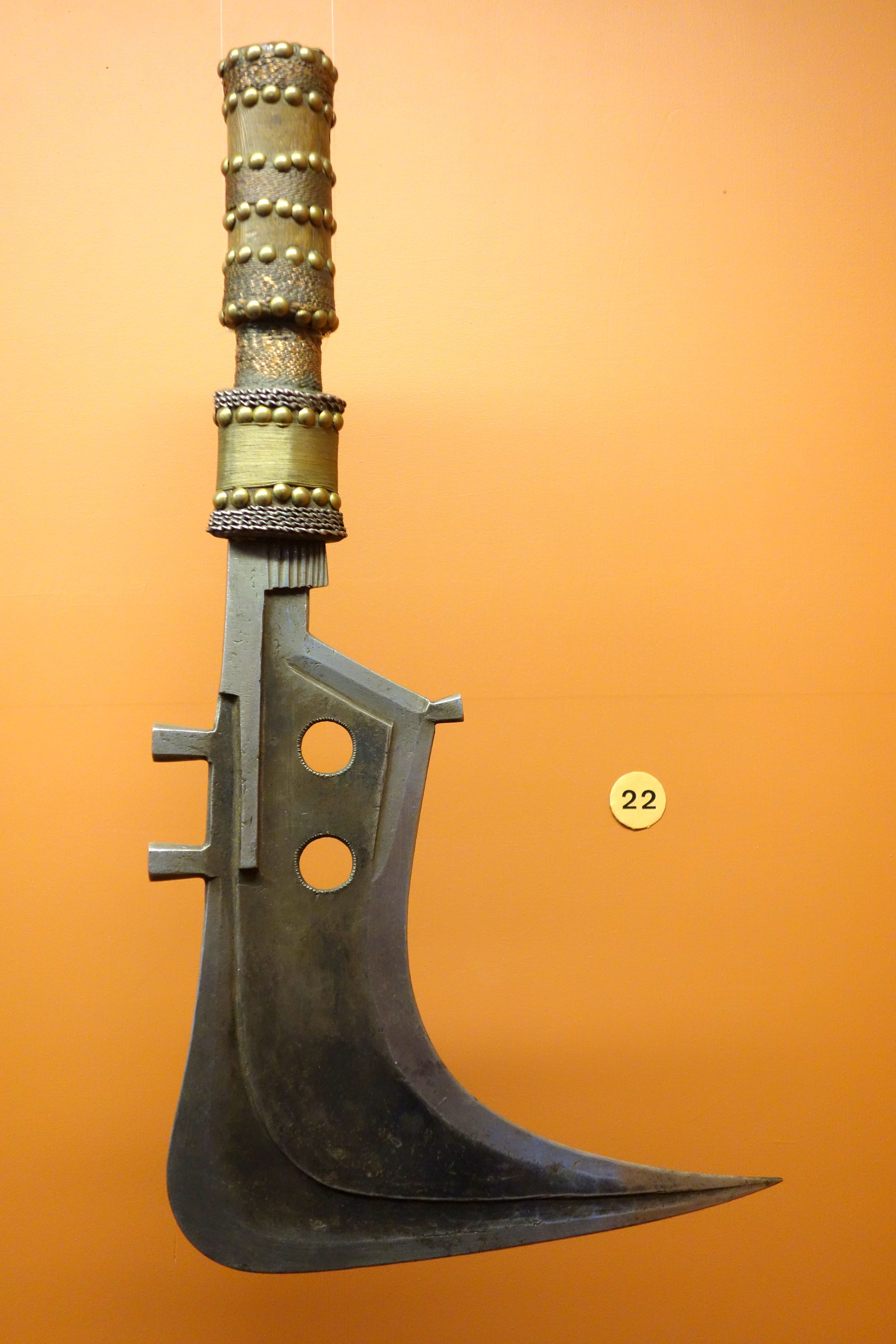
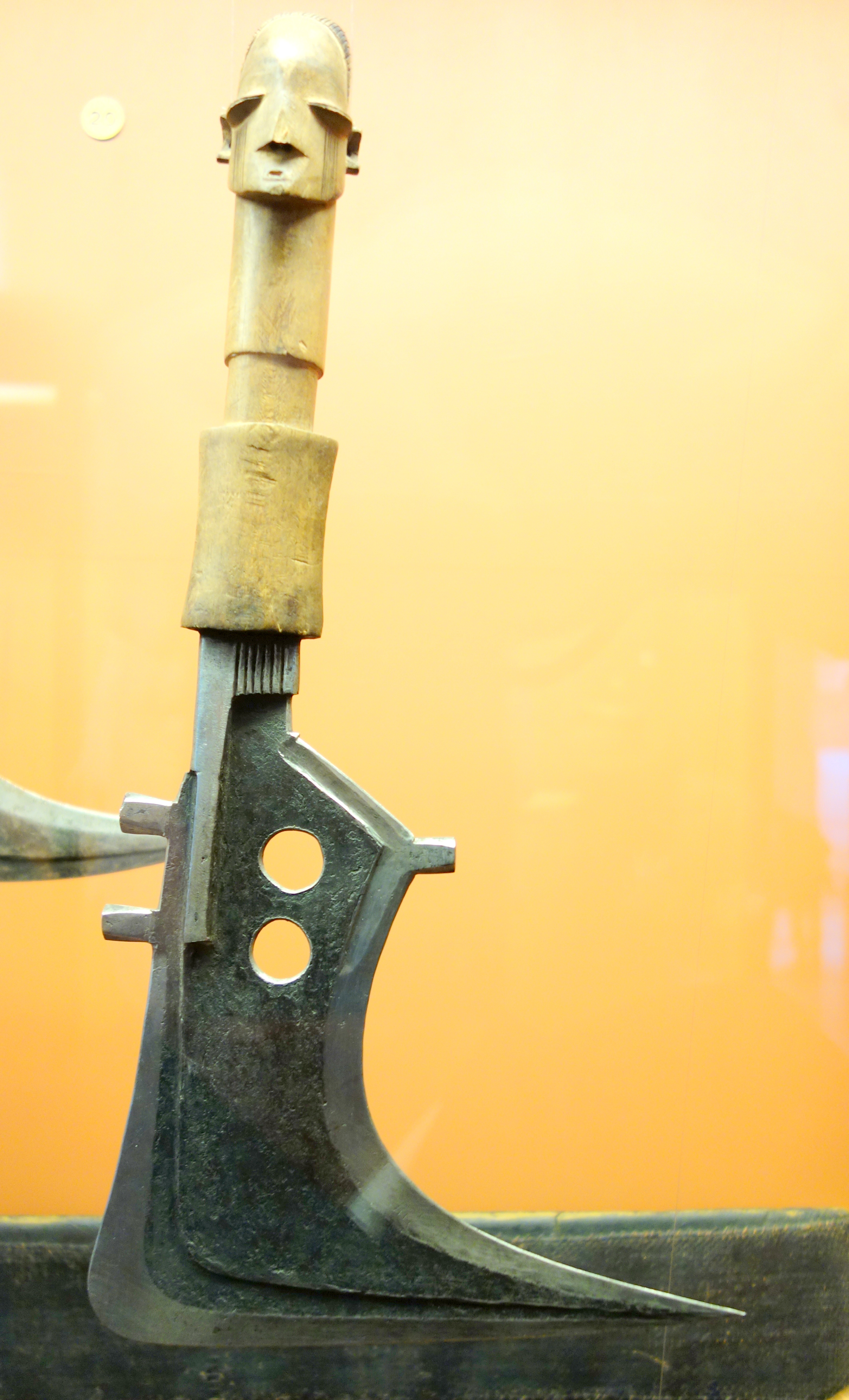
Trombash con empuñadura antropomórfica.
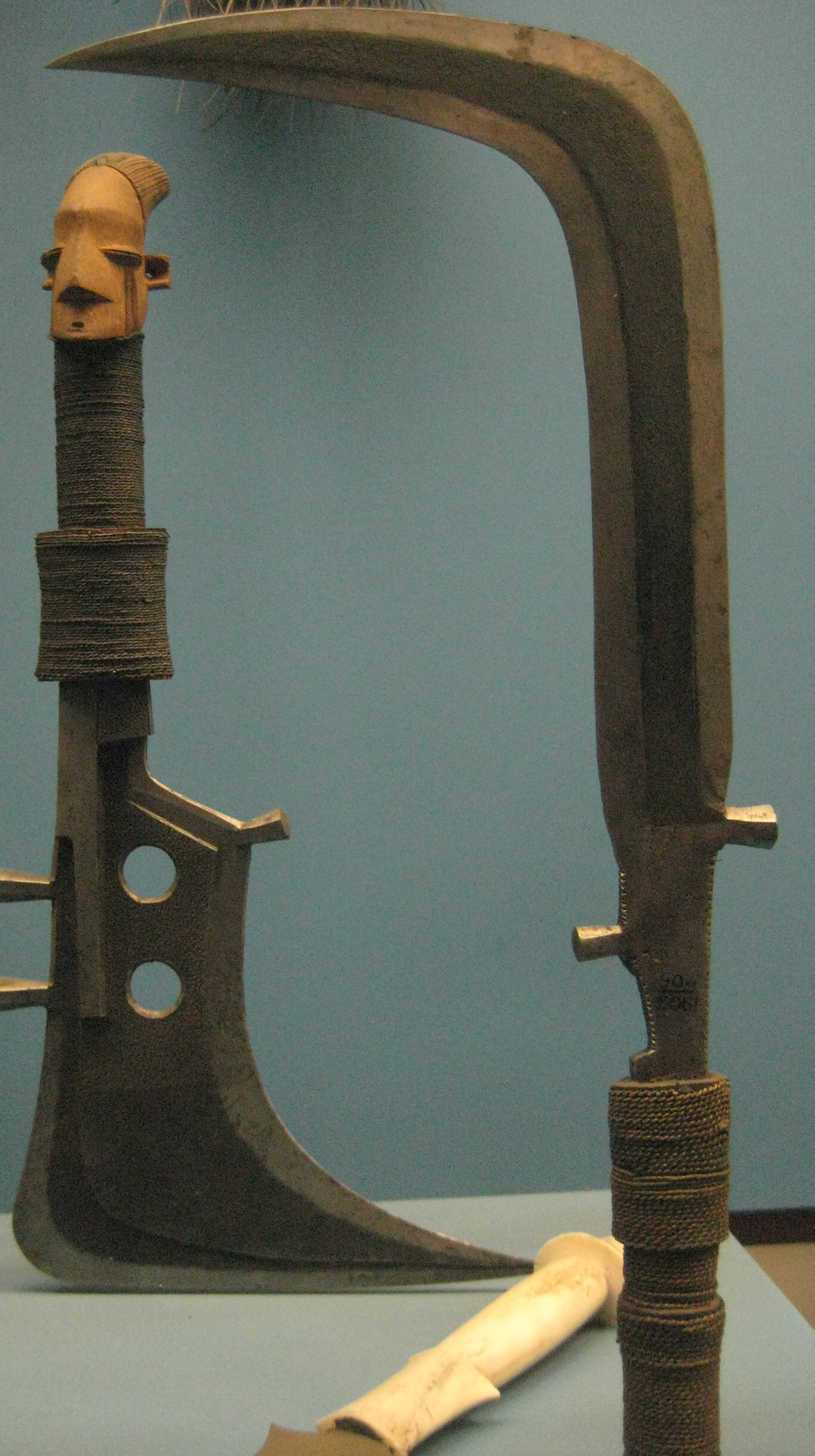